# Finlands närvårdar- och primärskötarförbund SuPer
Finlands närvårdar- och primärskötarförbund SuPer (finska: Suomen lähi- ja perushoitajaliitto SuPer) är ett fackförbund i Finland för främst närvårdare och primärskötare. Förbundet grundades 1948 och har cirka 75 000 medlemmar (2024).